# Нонтроніт
Нонтроніт (рос. нонтронит; англ. nontronite; нім. Nontronit n) — мінерал підкласу шаруватих силікатів групи смектитів (залізиста відміна монтморилоніту). Синоніми: моренсит.

## Етимологія та історія
Мінерал нонтроніт був названий на честь містечка Нонтрон на півночі департаменту Дордонь, що на південному заході Франції. Нонтроніт був виявлений тут під час видобутку марганцю (діоксиду марганцю).
Нонтроніт також відомий як хлоропал через свій колір і зовнішній вигляд. Інший синонім — гідроферрипірофіліт.
Вперше мінерал був науково описаний в 1827 році французьким геологом П'єром Бертьє (1782—1861). Його типовий зразок знаходиться в музеї мінералогії Гірничої школи Парижа. Також: Гарвардський університет, Кембридж, Массачусетс, США, зразок 89645.

## Загальний опис
Хімічна формула:
1. За Є. Лазаренком: (Fe, Mg)2 [Si4О10](OH)2 •nH2О.
2. За «Fleischer's Glossary» (2018): Na0,3Fe2(Si, Al)4O10 (OH)2•nH2O. 
3 Na0,3Fe3+2(Si,Al)4O10(OH)2·nH2O
4 Fe3+2[(OH)2|(Si,Al)4O10]·Na0,3(H2O)4
5 (Ca0,5, Na)0,3Fe3+2(Si,Al)4O10(OH)2*nH2O
Домішки Al, Mg, Ni, Cu, Co, Zn (до цілих %). 
Сингонія моноклінна. Кристалічна структура шарувата. 
Зустрічається у землистих, прихованокристалічних агрегатах, щільних опалоподібних масах, лускуватих утвореннях. Утворюється при вивітрюванні серпентинітів. При подальшому вивітрюванні замінюється гідроксидами заліза.
Густина 1,7-1,9 (до 2,3).
Твердість 1-2.
Колір зелено-жовтавий, буруватий.
Блиск матовий. Жирний на дотик. Пухкий, воскоподібний. Злам раковистий.
Входить до складу нікелевих руд.
Асоціація: кварц, опал, рогова обманка, піроксени, олівін, слюда, каолініт.
Поширення: продукт вивітрювання базальтів, кімберлітів та інших ультраосновних магматичних порід; у погано дренованих ґрунтах вулканічного попелу; в деяких гідротермально змінених родовищах корисних копалин, контактно метаморфізованих вапняках. Аутигенний мінерал сучасних морських відкладів.
Знахідки: поблизу містечка Фроланд, Норвегія. З Віттенстена, Швеція. У Росії в Оханську, Пермі. З Гейлсдорфа і Волькенштейна, Саксонія, Німеччина. Фараціхо, Мадагаскар. Південна Австралія, Новий Південний Уельс, Австралія. У США : штати Північна Кароліна, Вашингтон, Каліфорнія, Нью-Мексико, Аризона. З Санта-Еулалія, Чихуахуа, Мексика.
Родовища — в Казахстані, на Кубі, РФ, в Новій Каледонії, Франції, Австралії.

## Різновиди
Розрізняють:
- нонтроніт алюміністий (різновид нонтроніту, який містить до 19,69 % Al2O3);
- нонтроніт нікелистий (різновид нонтроніту, який містить до 3 % NiO);
- нонтроніт хромистий (різновид нонтроніту, який містить 10,3 % Cr2O3).